# 1958年鐵路
此條目列出1958年發生有關鐵路運輸的事件。

## 事件

### 1月
- 1月3日：中華民國公布「鐵路法」[1]:628。

### 4月
- 4月26日：緬因中央鐵路（英语：Maine Central Railroad）山嶽分區（英语：Mountain Division）開行最後一次定期乘客列車[2]，巴爾的摩及俄亥俄鐵路皇家藍（英语：Royal Blue (train)）最後一次開行列車。

### 5月
- 5月31日：大阪市營地下鐵3號線由岸里站延長至玉出站。

### 6月
- 6月1日：列寧格勒地鐵基洛夫－維堡線由起義廣場站延長至列寧廣場站。
- 6月22日：芝加哥地鐵國會支線通車。

### 8月
- 8月1日：包蘭鐵路全線通車，並在銀川站舉行通車儀式。

### 9月
- 9月1日：列寧格勒地鐵（現為聖彼得堡地鐵）基洛夫－維堡線加設切爾尼舍夫斯基站。

### 10月
- 10月15日：營團地下鐵丸之內線由銀座站延長至霞關站。

### 11月
- 11月7日：莫斯科地鐵菲利線自基洛夫－伏龍芝線分拆。